# Premier League (Kuweit)
Premier League (Kuweit) este primul eșalon din sistemul competițional fotbalistic din Kuweit. A fost creată în 1961, după ce Kuweit și-a obținut independența față de Regatul Unit.

## Echipele sezonului 2010-11
- Al Arabi SC (Kuweit (oraș))
- Al Jahra (Jahra)
- Al Kuweit SC (Kaifan)
- Al Naser SC (Jleeb Al-Shuyoukh)
- Al Qadsia SC (Kuweit (oraș))
- Al Sahel SC (Abu Hlaifa)
- Al Salmiya SC (Kuweit (oraș))
- Kazma SC (Kuweit (oraș))

## Campioane

### Palmares pe echipe
| Echipă        | Campionate |
| ------------- | ---------- |
| Al Arabi SC   | 16         |
| Al Qadsia SC  | 13         |
| Al Kuweit SC  | 10         |
| Kazma SC      | 4          |
| Al Salmiya SC | 4          |
| Al Jahra      | 1          |

### Foste campioane
| - 1962 : Al Arabi SC - 1963 : Al Arabi SC - 1964 : Al Arabi SC - 1965 : Al Kuweit SC - 1966 : Al Arabi SC - 1967 : Al Arabi SC - 1968 : Al Kuweit SC - 1969 : Al Qadsia SC - 1970 : Al Arabi SC - 1971 : Al Qadsia SC - 1972 : Al Kuweit SC - 1973 : Al Qadsia SC - 1974 : Al Kuweit SC - 1975 : Al Qadsia SC - 1976 : Al Qadsia SC - 1977 : Al Kuweit SC - 1978 : Al Qadsia SC | - 1979 : Al Kuweit SC - 1980 : Al Arabi SC - 1981 : Al Salmiya SC - 1982 : Al Arabi SC - 1983 : Al Arabi SC - 1984 : Al Arabi SC - 1985 : Al Arabi SC - 1986 : Al Arabi SC - 1987 : Al Arabi SC - 1988 : Al Arabi SC - 1989 : Al Arabi SC - 1990 : Al Jahra - 1991 : nici o campioană - 1992 : Al Qadsia SC - 1993 : Al Arabi SC - 1994 : Kazma SC - 1995 : Al Salmiya SC | - 1996 : Kazma SC - 1997 : Al Arabi SC - 1998 : Al Salmiya SC - 1999 : Al Qadsia SC - 2000 : Al Salmiya SC - 2001 : Al Kuweit SC - 2002 : Al Arabi SC - 2003 : Al Qadsia SC - 2004 : Al Qadsia SC - 2005 : Al Qadsia SC - 2006 : Al Kuweit SC - 2007 : Al Kuweit SC - 2008 : Al Kuweit SC - 2009 : Al Qadsia SC - 2010 : Al Qadsia SC |

### Participarea echipelor (în sezoane)
| Echipă         | Participări |
| -------------- | ----------- |
| Al Arabi       | 48          |
| Al Qadsia      | 47          |
| Al Kuweit      | 46          |
| Al Salmiya     | 43          |
| Kazma          | 40          |
| Al Yarmouk     | 32          |
| Al Fahaheel    | 31          |
| Al Naser       | 27          |
| Tadamon        | 26          |
| Al Shabab      | 23          |
| Al Jahra       | 21          |
| Sahel          | 19          |
| Khaitan        | 19          |
| Al Salibikhaet | 17          |